# Batalla de Decatur
La batalla de Decatur va tenir lloc del 26 al 29 d'octubre del 1864 com a part de la campanya Franklin-Nashville de la Guerra Civil Nord-americana. Comandant les forces de la Unió hi havia el general de brigada Robert S. Granger, que tenia al seu càrrec entre uns 2000 i 5000 homes. Comandant les forces confederades havia el tinent general John Bell Hood, que tenia als 23.000 homes de l'Exèrcit de Tennessee sota el seu comandament. La batalla va tenir lloc a Decatur (Alabama) als voltants de l'antic Banc Estatal. Encara es poden trobar bales a la maçoneria de l'edifici d'arquitectura neogrega.
El 26 d'octubre de 1864, el general Hood i el seu exèrcit van intentar creuar el riu Tennessee prop de Decatur. No obstant això, sota el lideratge del general de brigada Granger les forces de la Unió van poder evitar que l'exèrcit de Hood travessés el riu.
Les forces de la Unió van cremar la ciutat de Decatur, incloent-hi el pont del tren, deixant només tres estructures en peu, que són l'Antic Banc Estatal, la Dancy-Polk House i la McEntire House.
El resident a Decatur Noel Carpenter ha escrit el que fins ara és l'únic llibre sobre la batalla, A slight Demonstration, publicat per Legacy and Letters d'Austin, Texas.